# Bud Gaugh
Floyd "Bud" Gaugh (2 de octubre de 1967) es un músico de rock, que ha tocado la batería en las bandas Sublime (1988-1996), Long Beach Dub Allstars (1997-2002), Eyes Adrift (2002-2003) Volcano (2004) Del Mar (2006-presente).
Conoció al bajista Eric Wilson en 1979 y luego comenzaron su primera banda, que se llamó "The Juice Bros." Estos mismos fundaron la banda Sublime en 1988. En 1996 la banda se separó tras la muerte del cantante Bradley Nowell por una sobredosis de heroína. Los Long Beach Dub Allstars se formaron en 1997. Su primer álbum salió a la venta en 1999, llamado Right Back (Dreamworks).
Gaugh tocó la batería en Eyes Adrift con Krist Novoselic y Curt Kirkwood. Luego que Eyes Adrift se dividió, él formó la band Volcano con Kirkwood. Desde Eyes Adrift, Gaugh pasa su tiempo en su casa de Nevada practicando snowboard, skate, skiing y kayaking en Colorado y Lake Tahoe. Toca en una banda llamada Del Mar. Del Mar comenzó en el 2006, y su estilo de música es el soft rock clásico.

## Discografía

### Sublime
- Jah Won't Pay the Bills (1991)
- 40 Oz. to Freedom (1992)
- Robbin' the Hood (1994)
- Sublime (album)|Sublime (1996)
- Second-hand Smoke (album)|Second Hand Smoke (1997)
- Stand by Your Van (1998)
- Everything Under the Sun* (2006)

### Long Beach Dub All-Stars
- Right Back (1999)
- Wonders of the World (2001)

### Eyes Adrift
- Eyes Adrift (2003)

### Volcano
- Volcano (2004)

Sublime with Rome
Yours Truly (2011)